# Predella

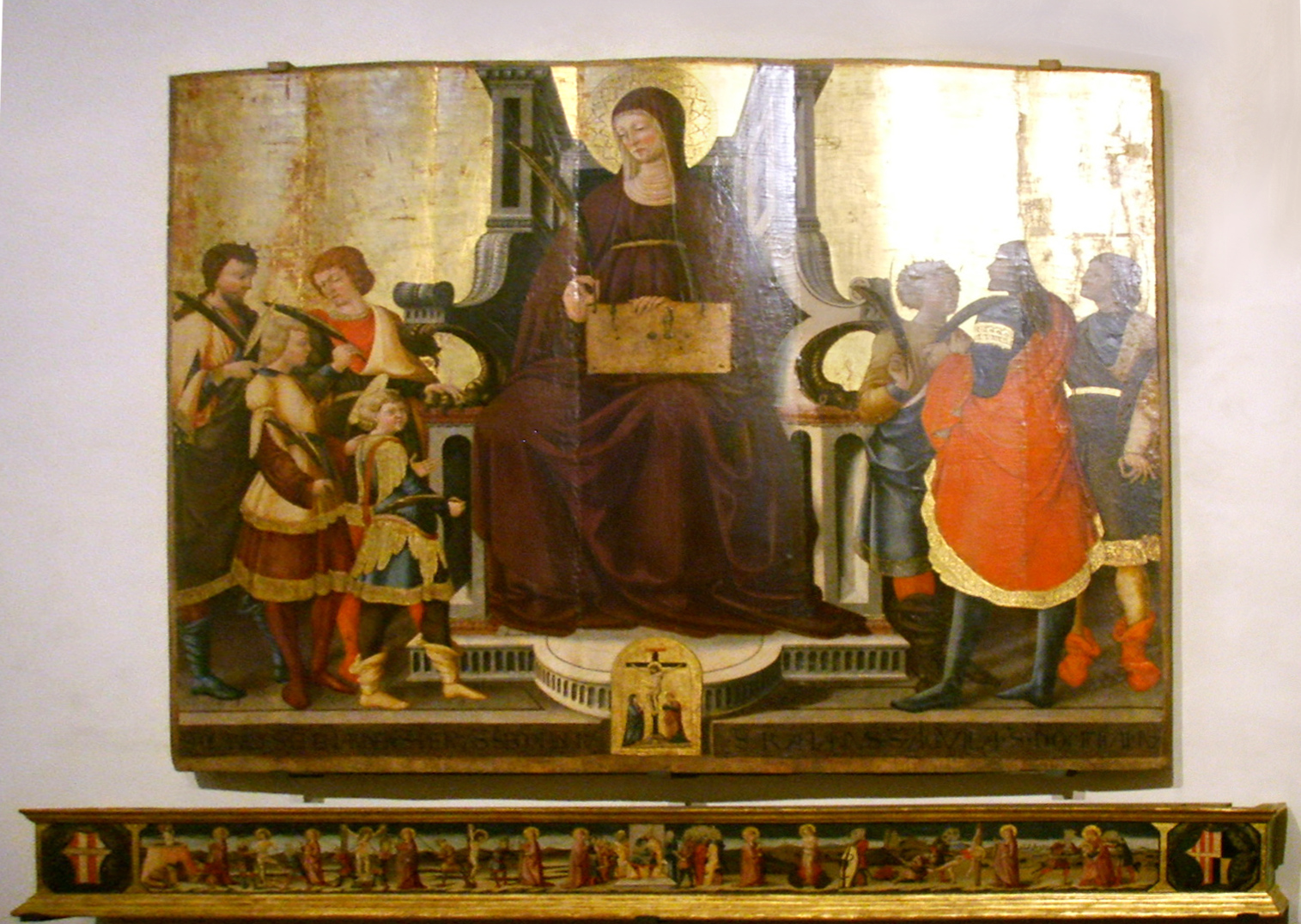
Esempio di un'opera con predella: Santa Felicita e i suoi sette figli
Neri di Bicci, 1464
Sagrestia di Santa Felicita, Firenze

La predella è una piccola fascia dipinta, divisa in uno o più riquadri, posta a corredo delle pale d'altare dipinte su legno.

La sua funzione era duplice: da un lato quella di coprire lo zoccolo inferiore della cornice, dall'altro di corredare con scene accessorie la pittura principale.
Tipico è per esempio il caso di polittici con figure dei santi nella cui predella venivano dipinte scene della loro vita o anche scene della vita di Cristo in qualche modo collegate.
La sua origine comunque deriva dalle decorazioni poste sui troni greci (pronos), nei quali erano raffigurati scene mitologiche o modanature geometriche.
Non necessariamente predella e pala erano dipinte dallo stesso autore: a volte erano curate da allievi, altre dal maestro stesso, altre ancora poteva venir aggiunta in un secondo momento. A volte poi la predella dava l'opportunità di misurarsi con rappresentazioni più originali rispetto al soggetto principale della pala, magari canonizzato dalle richieste dei committenti.
Con il frequente smembramento e dispersione dei polittici tre-quattrocenteschi i pannelli della predella erano gli elementi che più facilmente venivano distaccati, divisi e alienati.
La predella più antica della quale si abbia nozione in Italia è quella della Maestà dipinta da Duccio di Buoninsegna per l'altare maggiore del Duomo di Siena nel 1308.
Tra le storie di predella famose c'è quella con le Storie di san Giuliano dipinta da Masaccio nel 1423, di straordinaria vitalità espressiva.